# Championnats du monde de gymnastique rythmique 1999
 (octobre 2021).
Si vous disposez d'ouvrages ou d'articles de référence ou si vous connaissez des sites web de qualité traitant du thème abordé ici, merci de compléter l'article en donnant les références utiles à sa vérifiabilité et en les liant à la section « Notes et références ».
Les XXIIIe championnats du monde de gymnastique rythmique se sont tenus dans le gymnase municipal d'Osaka, à Osaka au Japon du 12 au 17 octobre 1999.

## Concours général individuel
| Rang | Nation | Gymnaste        |       |       |        |       | Total  |
| ---- | ------ | --------------- | ----- | ----- | ------ | ----- | ------ |
| 1    |        | Alina Kabaeva   | 9.983 | 9.958 | 10.000 | 9.983 | 39.924 |
| 2    |        | Yulia Raskina   | 9.966 | 9.933 | 9.975  | 9.900 | 39.774 |
| 3    |        | Yulia Barsukova | 9.933 | 9.933 | 9.941  | 9.916 | 39.723 |

## Corde
| Rang | Nation | Gymnaste          | Résultat |
| ---- | ------ | ----------------- | -------- |
| 1    |        | Elena Vitrichenko | 10.000   |
| 2    |        | Alina Kabaeva     | 9.966    |
| 2    |        | Yulia Barsukova   | 9.925    |
| 4    |        | Yulia Raskina     | 9.850    |
| 5    |        | Eva Serrano       | 9.825    |
| 6    |        | Rieko Matsunaga   | 9.766    |
| 7    |        | Almudena Cid      | 9.766    |
| 8    |        | Susanna Marchesi  | 9.675    |

## Cerceau
| Rang | Nation | Gymnaste          | Résultat |
| ---- | ------ | ----------------- | -------- |
| 1    |        | Elena Vitrichenko | 10.000   |
| 2    |        | Alina Kabaeva     | 9.975    |
| 3    |        | Evgenia Pavlina   | 9.925    |
| 4    |        | Tamara Yerofeeva  | 9.900    |
| 5    |        | Eva Serrano       | 9.891    |
| 6    |        | Yulia Barsukova   | 9.804    |
| 7    |        | Evmorphia Dona    | 9.800    |
| 8    |        | Edita Schaufler   | 9.733    |

## Ballon
| Rang | Nation | Gymnaste            | Résultat |
| ---- | ------ | ------------------- | -------- |
| 1    |        | Alina Kabaeva       | 9.966    |
| 2    |        | Yulia Raskina       | 9.958    |
| 3    |        | Tamara Yerofeeva    | 9.925    |
| 4    |        | Olga Belova         | 9.908    |
| 5    |        | Eva Serrano         | 9.875    |
| 6    |        | Teodora Alexandrova | 9.783    |
| 7    |        | Rieko Matsunaga     | 9.766    |
| 8    |        | Elena Vitrichenko   | 9.766    |

## Ruban
| Rang | Nation | Gymnaste          | Résultat |
| ---- | ------ | ----------------- | -------- |
| 1    |        | Alina Kabaeva     | 10.000   |
| 2    |        | Yulia Raskina     | 9.958    |
| 3    |        | Elena Vitrichenko | 9.933    |
| 4    |        | Tamara Yerofeeva  | 9.933    |
| 5    |        | Evgenia Pavlina   | 9.916    |
| 6    |        | Irina Tchachina   | 9.766    |
| 7    |        | Svetlana Tokaev   | 9.758    |
| 8    |        | Edita Schaufler   | 9.749    |

## Groupe: concours général
| Rang | Nation      | 5 massues | 3 cerceaux, 2 rubans | Total  |
| ---- | ----------- | --------- | -------------------- | ------ |
| 1    | Russie      | 19.800    | 19.700               | 39.500 |
| 2    | Grèce       | 19.766    | 19.700               | 39.466 |
| 3    | Biélorussie | 19.733    | 19.700               | 39.433 |

## Concours général par équipe
| Rang | Nation      |        |        |        |        | Total   |
| ---- | ----------- | ------ | ------ | ------ | ------ | ------- |
| 1    | Russie      | 29.841 | 29.766 | 29.833 | 29.649 | 119.089 |
| 2    | Biélorussie | 29.658 | 29.666 | 29.682 | 29.650 | 118.656 |
| 3    | Ukraine     | 29.566 | 29.607 | 29.624 | 29.525 | 118.322 |

## Groupe: 3 Cerceaux + 2 Rubans
| Rang | Nation      | Total  |
| ---- | ----------- | ------ |
| 1    | Grèce       | 19.833 |
| 2    | Russie      | 19.783 |
| 3    | Biélorussie | 19.716 |
| 4    | Japon       | 19.566 |
| 5    | France      | 19.450 |
| 6    | Espagne     | 19.316 |
| 7    | Allemagne   | 19.216 |
| 8    | Italie      | 19.150 |

## Groupe: 5 Massues
| Rang | Nation      | Total  |
| ---- | ----------- | ------ |
| 1    | Grèce       | 19.816 |
| 2    | Biélorussie | 19.766 |
| 3    | Russie      | 19.700 |
| 4    | Japon       | 19.666 |
| 5    | Allemagne   | 19.566 |
| 6    | Espagne     | 19.533 |
| 7    | Bulgarie    | 19.516 |
| 8    | Italie      | 19.466 |